# Grande Prêmio Izola
O Grande Prêmio Izola é uma competição de ciclismo eslovena. Criada em 2014. Faz parte do UCI Europe Tour desde 2014, em categoria 1.2.

## Palmarés
| Ano  | Vencedor               | Segundo             | Terceiro          |           |
| ---- | ---------------------- | ------------------- | ----------------- | --------- |
| 2014 | Christian Delle Stelle | Fabio Chinello      | Fabian Schnaidt   |           |
| 2015 | Gregor Mühlberger      | Primož Roglič       | Paolo Ciavatta    |           |
| 2016 | Jure Golčer            | Markus Eibegger     | Markus Freiberger |           |
| 2017 | Filippo Fortin         | Marko Kump          | Matej Mugerli     |           |
| 2018 | Dušan Rajović          | Daniel Auer         | Matthew Gibson    |           |
| 2019 | Marko Kump             | Paolo Totò          | Davide Gabburo    |           |
| 2020 | cancelado              | cancelado           | cancelado         | cancelado |
| 2021 | Mirco Maestri          | Leonardo Marchiori  | Daniel Smarzaro   |           |
| 2022 | Daniel Auer            | Oliver Stockwell    | Nicolò Buratti    |           |
| 2023 | Bartłomiej Proć        | Alberto Bruttomesso | Anže Skok         |           |
| 2024 | Marcin Budziński       | Max van der Meulen  | Riccardo Zoidl    |           |

## Palmarés por países
| País      | Vitórias |
| --------- | -------- |
| Itália    | 2        |
| Eslovênia | 2        |
| Áustria   | 1        |
| Sérvia    | 1        |